# 威廉·麦迪逊
威廉·麦迪逊（英語：William Maddison，1882年—1924年6月10日），英国男子帆船运动员。他曾代表英国参加1920年夏季奥林匹克运动会帆船比赛，联同西里尔·赖特、罗伯特·科尔曼和多萝西·赖特获得7米级金牌。